# Bois-Grenier
Bois-Grenier ist eine französische Gemeinde mit 1784 Einwohnern (Stand 1. Januar 2022) im Département Nord in der Region Hauts-de-France.

## Geografie
Bois-Grenier liegt fünf Kilometer südlich von Armentières und zehn Kilometer westlich von Lille an der Grenze zum Département Pas-de-Calais.

## Bevölkerungsentwicklung
| Jahr                       | 1962 | 1968 | 1975 | 1982 | 1990 | 1999 | 2010 | 2020 |
| Einwohner                  | 655  | 751  | 1004 | 1218 | 1356 | 1450 | 1521 | 1802 |
| Quellen: Cassini und INSEE |      |      |      |      |      |      |      |      |

## Sehenswürdigkeiten
- Kirche Unsere Liebe Frau der Sieben Schmerzen (Église Notre-Dame-des-Sept-Douleurs)
- Mehrere Soldatenfriedhöfe des Commonwealth

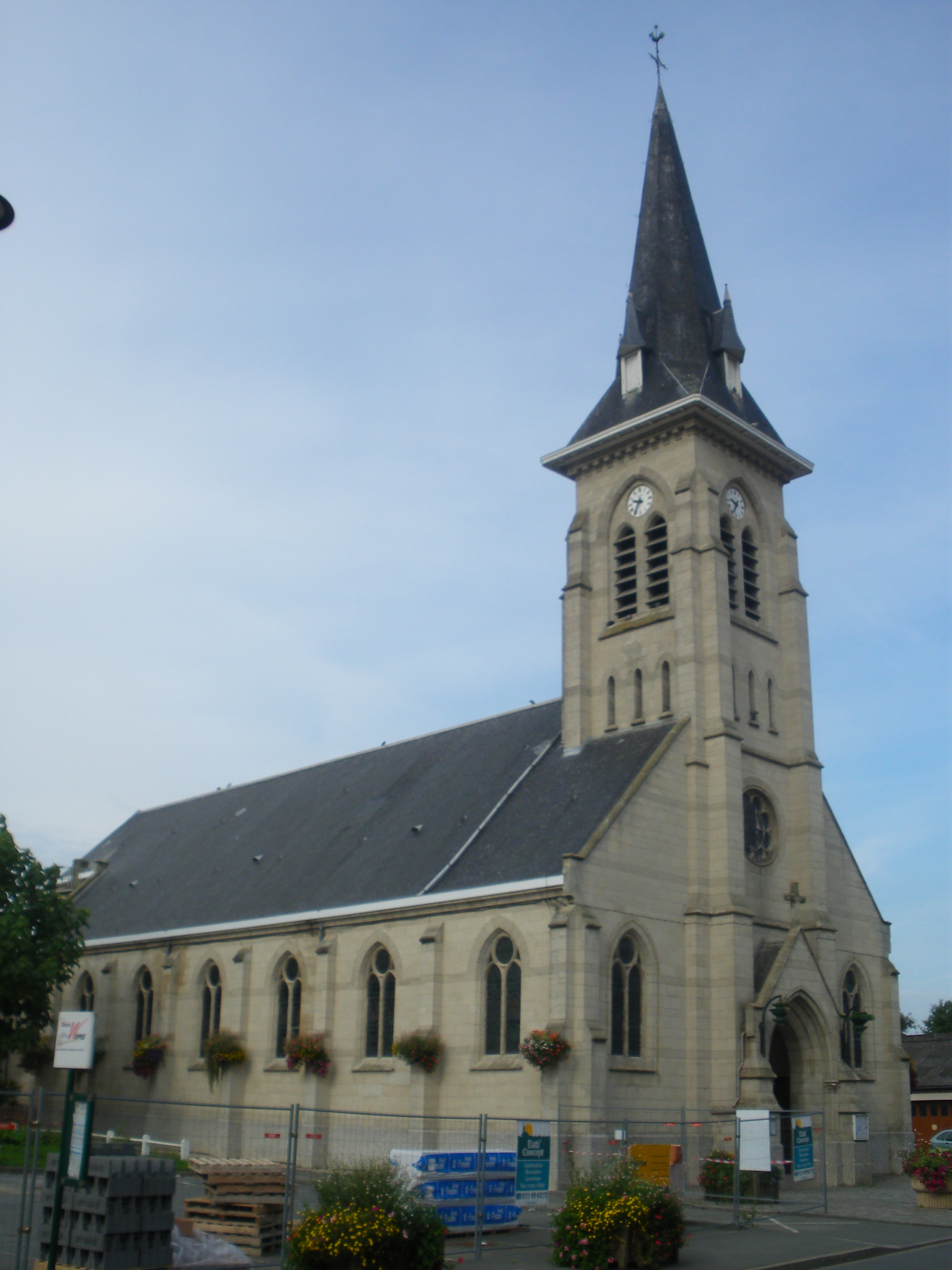
Kirche Notre-Dame-des-Sept-Douleurs
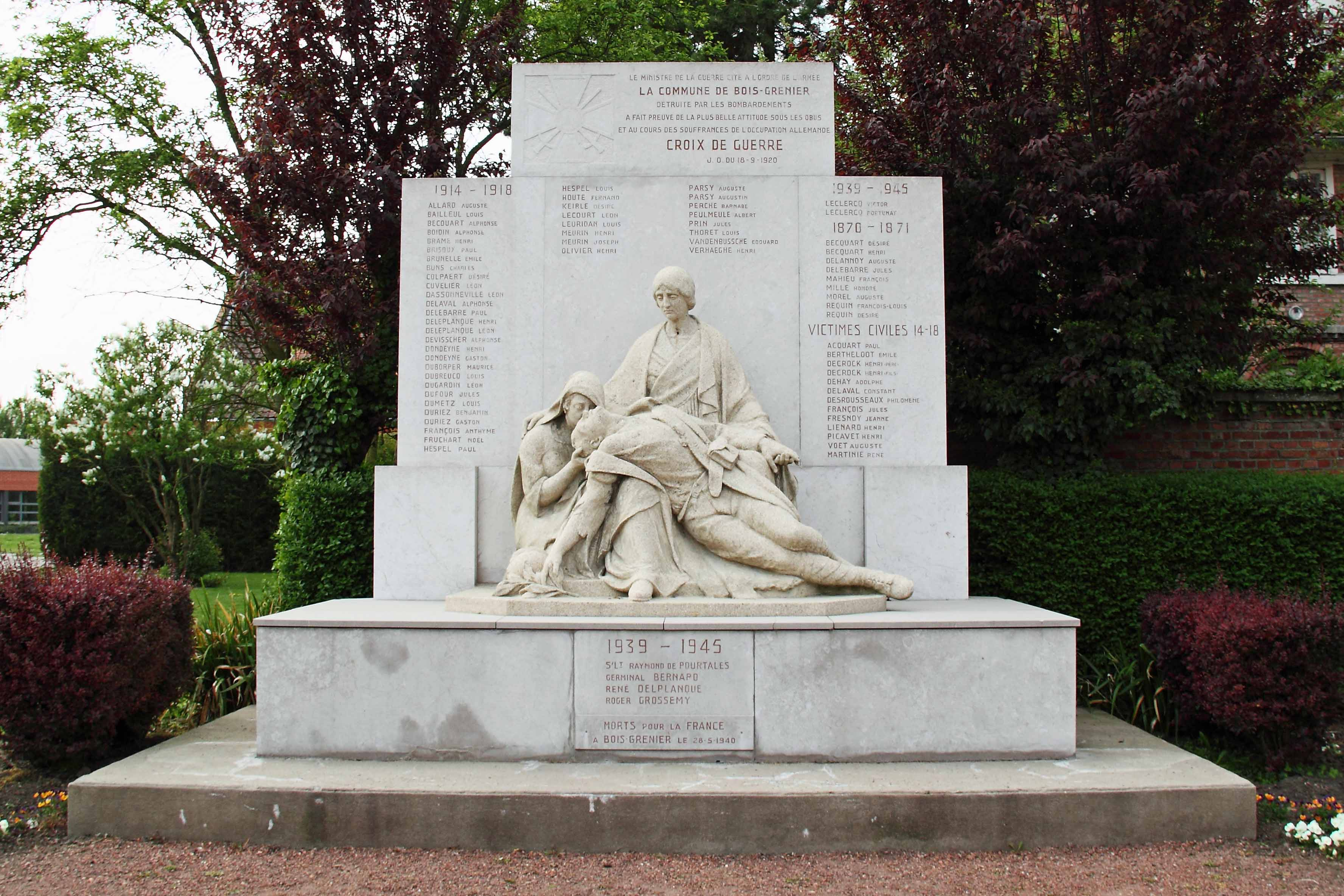
Gefallenendenkmal
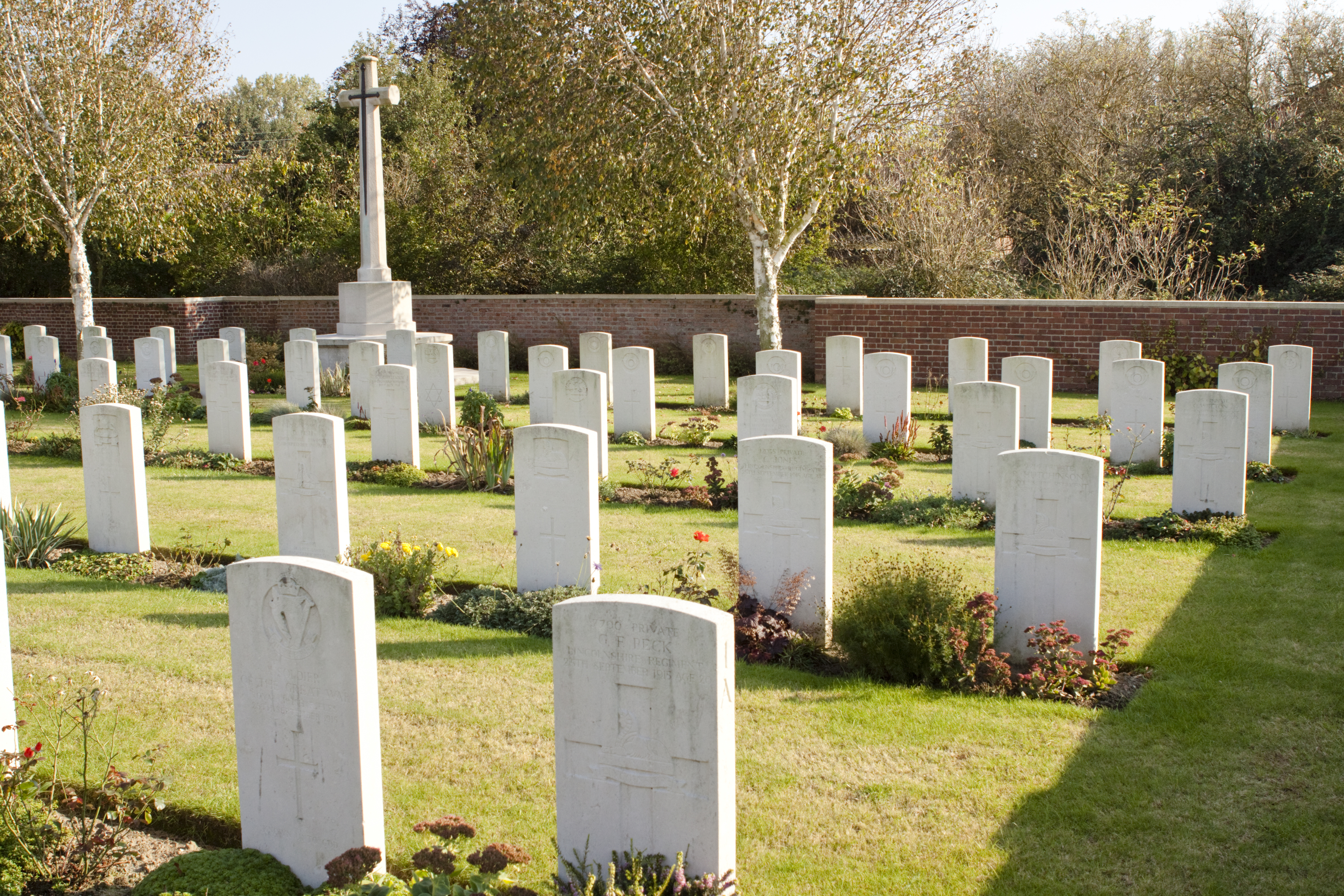
White-City-Soldatenfriedhof
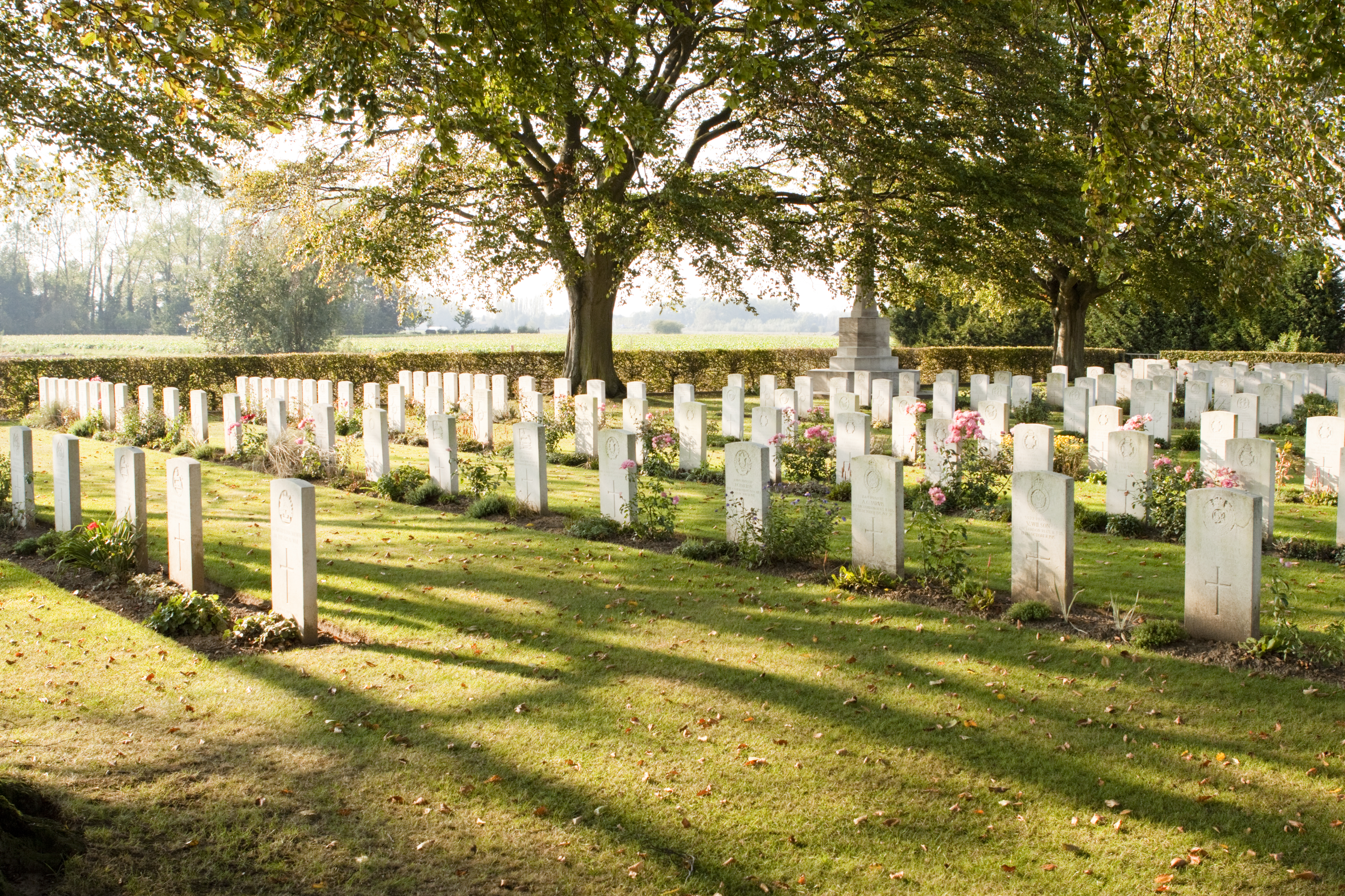
Y-Farm-Soldatenfriedhof
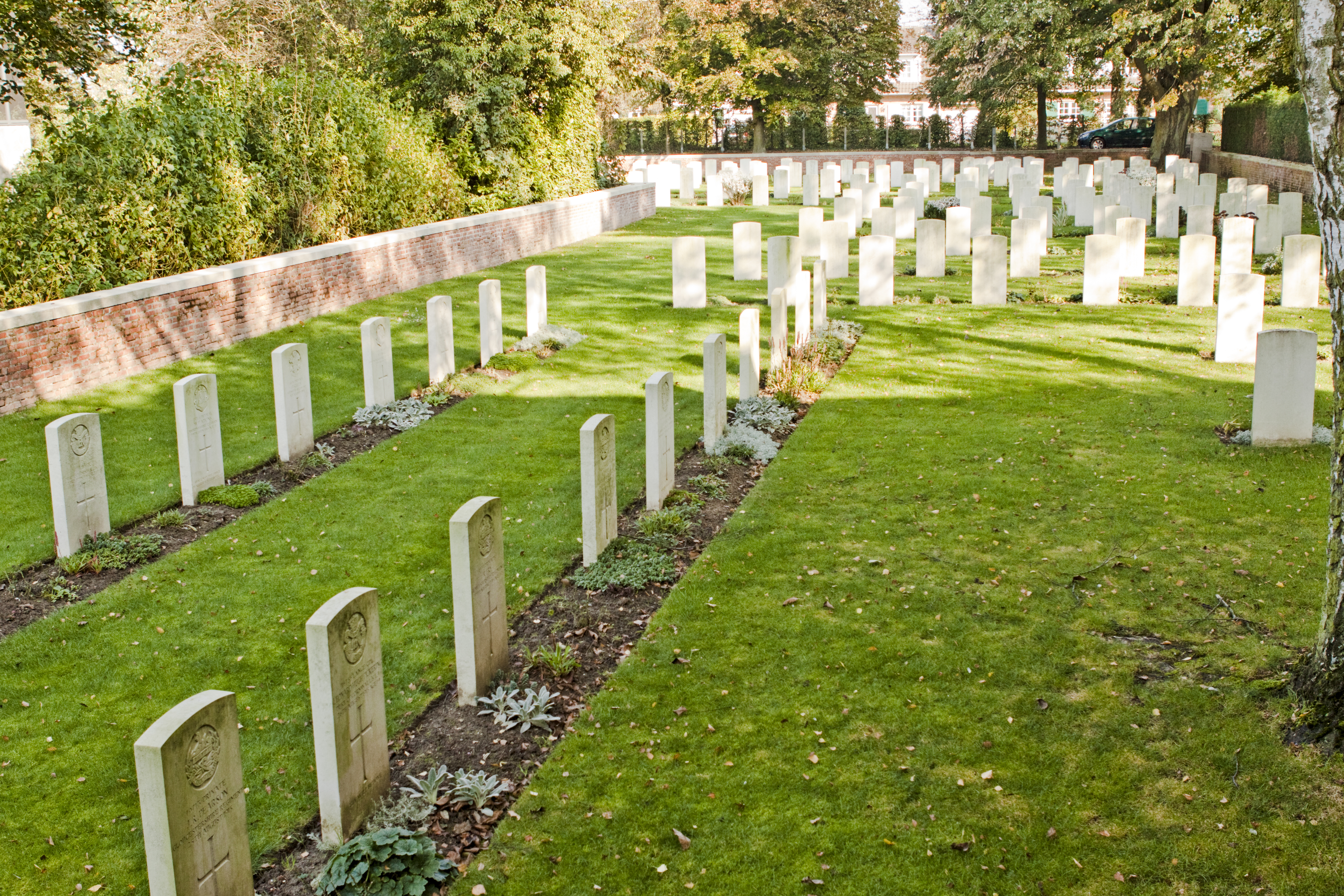
Brewrey-Orchard-Soldatenfriedhof
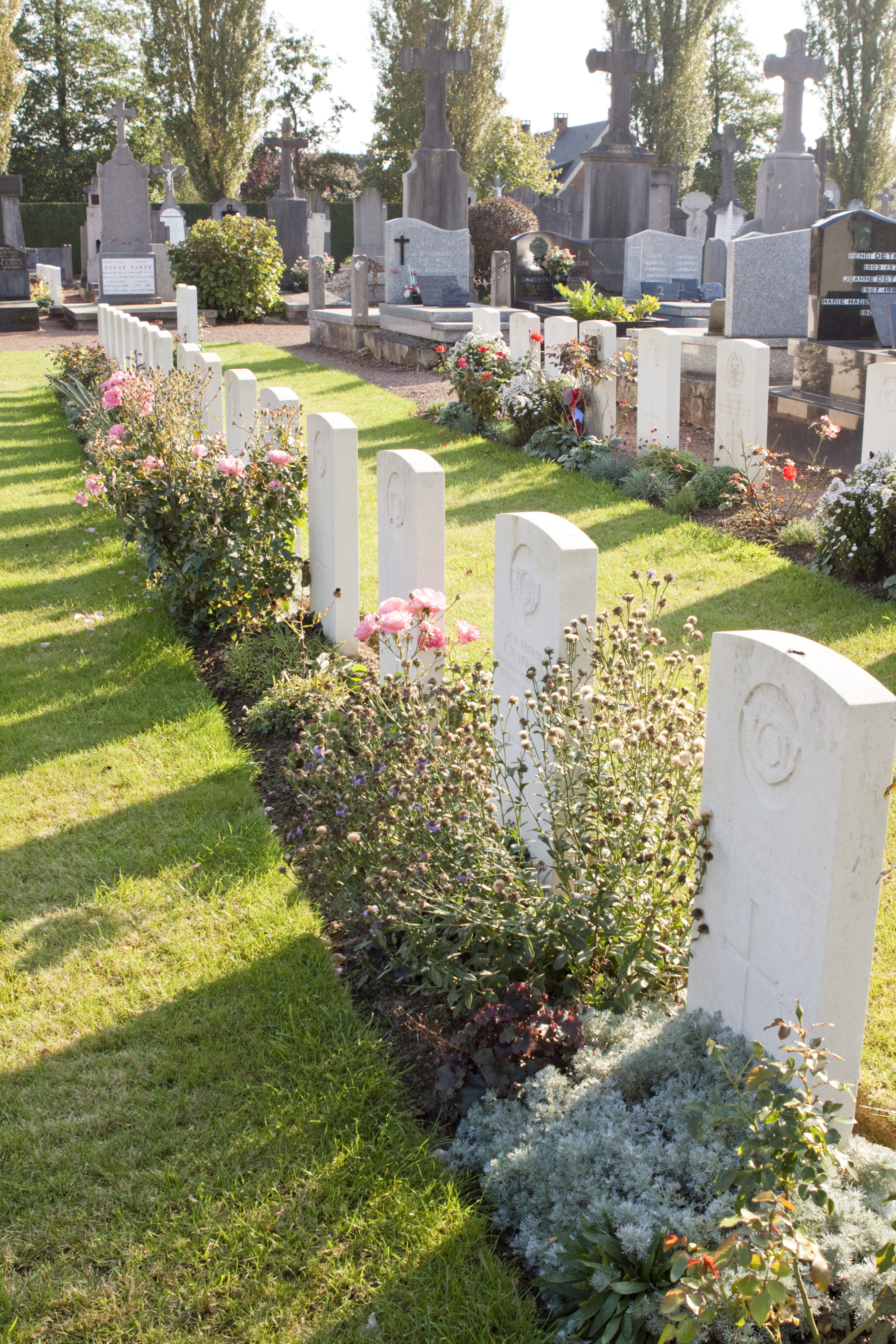
Kommunaler Friedhof

## Persönlichkeiten
- Victor Polidori (1888–1931), Turner